# Golden Globe Award/Beste Hauptdarstellerin – Komödie oder Musical
Gewinner und Nominierte für den Golden Globe Award in der Kategorie Beste Hauptdarstellerin – Komödie oder Musical (seit 2005 Best Performance by an Actress in a Motion Picture – Musical or Comedy), die die herausragendsten Schauspielleistungen des vergangenen Kalenderjahres prämiert. Die Kategorie wurde im Jahr 1951 ins Leben gerufen. Von 1944 bis 1950 vergab die Hollywood Foreign Press Association (HFPA) einen Darstellerpreis (Best Actress in a Motion Picture) ohne Unterteilung nach Filmgenre (siehe Golden Globe Award/Beste Hauptdarstellerin – Drama).
18 Mal wurde die beste Komödien- bzw. Musical-Darstellerin später mit dem Oscar ausgezeichnet, zuletzt 2024 geschehen, mit der Preisvergabe an Emma Stone (Poor Things). 1952, 1954, 1956, 1958, 1960, 1962, 1963, 1970, 1972, 1975, 1977, 1982, 1985, 1986, 1993, 1995–1997, 2001, 2009, 2015, 2020 und 2021 fand die preisgekrönte Filmrolle keine Berücksichtigung für den Oscar. Maggie Smith, die Preisträgerin von 1979 für Das verrückte California-Hotel, wurde später mit dem Oscar für die beste Nebenrolle geehrt. Die seltene Ehre, in einem Jahr für zwei unterschiedliche Filmrollen nominiert zu werden, wurde 1977 der US-Amerikanerin Barbara Harris (Familiengrab, Ein ganz verrückter Freitag) zuteil.
56 Mal konnten US-amerikanische Schauspielerinnen den Darstellerpreis erringen (darunter Schauspielerinnen mit doppelter Staatsbürgerschaft wie Ann-Margret oder Nicole Kidman), gefolgt von ihren Kolleginnen aus Großbritannien (16 Siege). Eine Schauspielerin aus dem deutschsprachigen Raum konkurrierte in der Vergangenheit einmal vergeblich um die Auszeichnung: 1960 Lilli Palmer für die englischsprachige Produktion Bei mir nicht. 2008 wurde mit der später Oscar-prämierten Französin Marion Cotillard (La vie en rose) erstmals eine Darstellerleistung in einem nicht-englischsprachigen Film ausgezeichnet.
| Statistik                          | Name             | Anzahl | Jahr                                                         |
| ---------------------------------- | ---------------- | ------ | ------------------------------------------------------------ |
| Häufigste Auszeichnungen           | Julie Andrews    | 3      | 1965, 1966, 1983                                             |
| Häufigste Auszeichnungen           | Rosalind Russell | 3      | 1959, 1962, 1963                                             |
| Häufigste Nominierungen (* = Sieg) | Meryl Streep     | 10     | 1990, 1991, 1993, 2007*, 2009, 2010*, 2010, 2013, 2014, 2017 |
| Häufigste Nominierungen ohne Sieg  | Goldie Hawn      | 7      | 1973, 1976, 1977, 1979, 1981, 1983, 2003                     |

Die unten aufgeführten Filme werden mit ihrem deutschen Verleihtitel (sofern ermittelbar) angegeben, danach folgt in Klammern in kursiver Schrift der fremdsprachige Originaltitel. Die Nennung des Originaltitels entfällt, wenn deutscher und fremdsprachiger Filmtitel identisch sind. Die Gewinner stehen hervorgehoben an erster Stelle.

## 1950er Jahre
1951
Judy Holliday – Die ist nicht von gestern (Born Yesterday)
- Spring Byington – Alter schützt vor Liebe nicht (Louisa)
- Betty Hutton – Duell in der Manege (Annie Get Your Gun)

1952
June Allyson – Zu jung zum Küssen (Too Young to Kiss)

1953
Susan Hayward – Mit einem Lied im Herzen (With a Song in My Heart)
- Katharine Hepburn – Pat und Mike (Pat and Mike)
- Ginger Rogers – Liebling, ich werde jünger (Monkey Business)

1954
Ethel Merman – Madame macht Geschichte(n) (Call Me Madam)

1955
Judy Garland – Ein neuer Stern am Himmel (A Star Is Born)

1956
Jean Simmons – Schwere Jungs – leichte Mädchen (Guys and Dolls)

1957
Deborah Kerr – Der König und ich (The King and I)
- Judy Holliday – Die Frau im goldenen Cadillac (The Solid Gold Cadillac)
- Machiko Kyō – Das kleine Teehaus (The Teahouse of the August Moon)
- Marilyn Monroe – Bus Stop
- Debbie Reynolds – Na, na, Fräulein Mutti! (Bundle of Joy)

1958
Taina Elg – Die Girls (Les Girls)

Kay Kendall – Die Girls (Les Girls)
- Cyd Charisse – Seidenstrümpfe (Silk Stockings)
- Audrey Hepburn – Ariane – Liebe am Nachmittag (Love in the Afternoon)
- Jean Simmons – Kein Platz für feine Damen (This Could Be the Night)

1959
Rosalind Russell – Die tolle Tante (Auntie Mame)
- Ingrid Bergman – Indiskret (Indiscreet)
- Leslie Caron – Gigi
- Doris Day – Babys auf Bestellung (The Tunnel of Love)
- Mitzi Gaynor – South Pacific

## 1960er Jahre
1960
Marilyn Monroe – Manche mögen’s heiß (Some Like It Hot)
- Dorothy Dandridge – Porgy und Bess (Porgy and Bess)
- Doris Day – Bettgeflüster (Pillow Talk)
- Shirley MacLaine – Immer die verflixten Frauen (Ask Any Girl)
- Lilli Palmer – Bei mir nicht (But Not for Me)

1961
Shirley MacLaine – Das Appartement (The Apartment)
- Lucille Ball – So eine Affäre (The Facts of Life)
- Capucine – Nur wenige sind auserwählt (Song Without End)
- Judy Holliday – Anruf genügt – komme ins Haus (Bells Are Ringing)
- Sophia Loren – Es begann in Neapel (It Started in Naples)

1962
Rosalind Russell – 1000 Meilen bis Yokohama (A Majority of One)
- Bette Davis – Die unteren Zehntausend (Pocketful of Miracles)
- Audrey Hepburn – Frühstück bei Tiffany (Breakfast at Tiffany’s)
- Hayley Mills – Die Vermählung ihrer Eltern geben bekannt (The Parent Trap)
- Miyoshi Umeki – Mandelaugen und Lotosblüten (Flower Drum Song)

1963
Rosalind Russell – Gypsy – Königin der Nacht (Gypsy)
- Doris Day – Spiel mit mir (Billy Rose’s Jumbo)
- Jane Fonda – Zeit der Anpassung (Period of Adjustment)
- Shirley Jones – Music Man (The Music Man)
- Natalie Wood – Gypsy – Königin der Nacht (Gypsy)

1964
Shirley MacLaine – Das Mädchen Irma la Douce (Irma la Douce)
- Ann-Margret – Bye Bye Birdie
- Doris Day – Eine zuviel im Bett (Move Over, Darling)
- Audrey Hepburn – Charade
- Hayley Mills – Summer Magic
- Molly Picon – Wenn mein Schlafzimmer sprechen könnte (Come Blow Your Horn)
- Jill St. John – Wenn mein Schlafzimmer sprechen könnte (Come Blow Your Horn)
- Joanne Woodward – Eine neue Art von Liebe (A New Kind of Love)

1965
Julie Andrews – Mary Poppins
- Audrey Hepburn – My Fair Lady
- Sophia Loren – Hochzeit auf italienisch (Matrimonio all’italiana)
- Melina Mercouri – Topkapi
- Debbie Reynolds – Goldgräber-Molly (The Unsinkable Molly Brown)

1966
Julie Andrews – Meine Lieder – meine Träume (The Sound of Music)
- Jane Fonda – Cat Ballou – Hängen sollst du in Wyoming (Cat Ballou)
- Barbara Harris – Tausend Clowns (A Thousand Clowns)
- Rita Tushingham – Der gewisse Kniff (The Knack)
- Natalie Wood – Verdammte, süße Welt (Inside Daisy Clover)

1967
Lynn Redgrave – Georgy Girl
- Jane Fonda – Jeden Mittwoch (Any Wednesday)
- Elizabeth Hartman – Big Boy – Jetzt wirst du ein Mann (You’re a Big Boy Now)
- Shirley MacLaine – Das Mädchen aus der Cherry-Bar (Gambit)
- Vanessa Redgrave – Protest (Morgan: A Suitable Case for Treatment)

1968
Anne Bancroft – Die Reifeprüfung (The Graduate)
- Julie Andrews – Modern Millie – Reicher Mann gesucht (Thoroughly Modern Millie)
- Audrey Hepburn – Zwei auf gleichem Weg (Two for the Road)
- Shirley MacLaine – Siebenmal lockt das Weib (Woman Times Seven)
- Vanessa Redgrave – Camelot – Am Hofe König Arthurs (Camelot)

1969
Barbra Streisand – Funny Girl
- Julie Andrews – Star!
- Lucille Ball – Deine, meine, unsere (Yours, Mine and Ours)
- Petula Clark – Der goldene Regenbogen (Finian’s Rainbow)
- Gina Lollobrigida – Buona Sera, Mrs. Campbell

## 1970er Jahre
1970
Patty Duke – Ich, Natalie (Me, Natalie)
- Ingrid Bergman – Die Kaktusblüte (Cactus Flower)
- Dyan Cannon – Bob & Carol & Ted & Alice (Bob & Carol & Ted & Alice)
- Kim Darby – Generation
- Mia Farrow – John und Mary (John and Mary)
- Shirley MacLaine – Sweet Charity
- Anna Magnani – Das Geheimnis von Santa Vittoria (The Secret of Santa Vittoria)
- Barbra Streisand – Hello, Dolly!

1971
Carrie Snodgress – Tagebuch eines Ehebruchs (Diary of a Mad Housewife)
- Julie Andrews – Darling Lili
- Sandy Dennis – Nie wieder New York (The Out of Towners)
- Angela Lansbury – Something for Everyone
- Barbra Streisand – Die Eule und das Kätzchen (The Owl and the Pussycat)

1972
Twiggy – Boyfriend (Ihr Liebhaber) (The Boy Friend)
- Sandy Duncan – Star Spangled Girl
- Ruth Gordon – Harold und Maude (Harold and Maude)
- Angela Lansbury – Die tollkühne Hexe in ihrem fliegenden Bett (Bedknobs and Broomsticks)
- Elaine May – Keiner killt so schlecht wie ich (A New Leaf)

1973
Liza Minnelli – Cabaret
- Carol Burnett – Peter und Tillie (Pete ’n’ Tillie)
- Goldie Hawn – Schmetterlinge sind frei (Butterflies Are Free)
- Juliet Mills – Avanti, Avanti! (Avanti!)
- Maggie Smith – Reisen mit meiner Tante (Travels with My Aunt)

1974
Glenda Jackson – Mann, bist du Klasse! (A Touch of Class)
- Yvonne Elliman – Jesus Christ Superstar
- Cloris Leachman – Charley und der Engel (Charley and the Angel)
- Tatum O’Neal[A 2] – Paper Moon
- Liv Ullmann – Vierzig Karat (40 Carats)

1975
Raquel Welch – Die drei Musketiere (The Three Musketeers)
- Lucille Ball – Mame
- Diahann Carroll – Claudine
- Helen Hayes – Herbie groß in Fahrt (Herbie Rides Again)
- Cloris Leachman – Frankenstein Junior (Young Frankenstein)

1976
Ann-Margret – Tommy
- Julie Christie – Shampoo
- Goldie Hawn – Shampoo
- Liza Minnelli – Abenteurer auf der Lucky Lady (Lucky Lady)
- Barbra Streisand – Funny Lady

1977
Barbra Streisand – A Star Is Born (A Star Is Born)
- Jodie Foster – Ein ganz verrückter Freitag (Freaky Friday)
- Barbara Harris – Familiengrab (Family Plot)
- Barbara Harris – Ein ganz verrückter Freitag (Freaky Friday)
- Goldie Hawn – Wer schluckt schon gern blaue Bohnen? (The Duchess and the Dirtwater Fox)
- Rita Moreno – Der Mörder lauert in der Sauna (The Ritz)

1978
Diane Keaton – Der Stadtneurotiker (Annie Hall)

Marsha Mason – Der Untermieter (The Goodbye Girl)
- Sally Field – Ein ausgekochtes Schlitzohr (Smokey and the Bandit)
- Liza Minnelli – New York, New York
- Lily Tomlin – Die Katze kennt den Mörder (The Late Show)

1979
Ellen Burstyn – Nächstes Jahr, selbe Zeit (Same Time, Next Year)

Maggie Smith – Das verrückte California-Hotel (California Suite)
- Jacqueline Bisset – Die Schlemmer-Orgie (Who Is Killing the Great Chefs of Europe?)
- Goldie Hawn – Eine ganz krumme Tour (Foul Play)
- Olivia Newton-John – Grease

## 1980er Jahre
1980
Bette Midler – The Rose
- Julie Andrews – Zehn – Die Traumfrau (10)
- Jill Clayburgh – Auf ein Neues (Starting Over)
- Shirley MacLaine – Willkommen Mr. Chance (Being There)
- Marsha Mason – Das zweite Kapitel (Chapter Two)

1981
Sissy Spacek – Nashville Lady (Coal Miner’s Daughter)
- Irene Cara – Fame – Der Weg zum Ruhm (Fame)
- Goldie Hawn – Schütze Benjamin (Private Benjamin)
- Bette Midler – Divine Madness (Divine Madness!)
- Dolly Parton – Warum eigentlich … bringen wir den Chef nicht um? (Nine to Five)

1982
Bernadette Peters – Tanz in den Wolken (Pennies from Heaven)
- Blair Brown – Zwei wie Katz und Maus (Continental Divide)
- Jill Clayburgh – Ein Montag im Oktober (First Monday in October)
- Liza Minnelli – Arthur – Kein Kind von Traurigkeit (Arthur)
- Carol Burnett – Vier Jahreszeiten (The Four Seasons)

1983
Julie Andrews – Victor/Victoria (Victor Victoria)
- Carol Burnett – Annie
- Sally Field – Liebesgrüße aus dem Jenseits (Kiss Me Goodbye)
- Goldie Hawn – Zwei dicke Freunde (Best Friends)
- Dolly Parton – Das schönste Freudenhaus in Texas (The Best Little Whorehouse in Texas)
- Aileen Quinn – Annie

1984
Julie Walters – Rita will es endlich wissen (Educating Rita)
- Anne Bancroft – Sein oder Nichtsein (To Be or Not To Be)
- Jennifer Beals – Flashdance
- Linda Ronstadt – Die Piraten von Penzance (The Pirates of Penzance)
- Barbra Streisand – Yentl

1985
Kathleen Turner – Auf der Jagd nach dem grünen Diamanten (Romancing the Stone)
- Anne Bancroft – Die Göttliche (Garbo Talks)
- Mia Farrow – Broadway Danny Rose
- Shelley Long – Triple Trouble (Irreconcilable Differences)
- Lily Tomlin – Solo für 2 (All of Me)

1986
Kathleen Turner – Die Ehre der Prizzis (The Prizzi’s Honor)
- Rosanna Arquette – Susan… verzweifelt gesucht (Desperately Seeking Susan)
- Glenn Close – Maxie
- Mia Farrow – The Purple Rose of Cairo
- Sally Field – Die zweite Wahl – Eine Romanze (Murphy’s Romance)

1987
Sissy Spacek – Verbrecherische Herzen (Crimes of the Heart)
- Julie Andrews – That’s Life! So ist das Leben (That’s Life!)
- Melanie Griffith – Gefährliche Freundin (Something Wild)
- Bette Midler – Zoff in Beverly Hills (Down and Out in Beverly Hills)
- Kathleen Turner – Peggy Sue hat geheiratet (Peggy Sue Got Married)

1988
Cher – Mondsüchtig (Moonstruck)
- Jennifer Grey – Dirty Dancing
- Holly Hunter – Nachrichtenfieber – Broadcast News (Broadcast News)
- Diane Keaton – Baby Boom – Eine schöne Bescherung (Baby Boom)
- Bette Midler – Nichts als Ärger mit dem Typ (Outrageous Fortune)

1989
Melanie Griffith – Die Waffen der Frauen (Working Girl)
- Jamie Lee Curtis – Ein Fisch namens Wanda (A Fish Called Wanda)
- Amy Irving – Sarah und Sam (Crossing Delancey)
- Michelle Pfeiffer – Die Mafiosi-Braut (Married to the Mob)
- Susan Sarandon – Annies Männer (Bill Durham)

## 1990er Jahre
1990
Jessica Tandy – Miss Daisy und ihr Chauffeur (Driving Miss Daisy)
- Pauline Collins – Shirley Valentine – Auf Wiedersehen, mein lieber Mann (Shirley Valentine)
- Meg Ryan – Harry und Sally (When Harry Met Sally…)
- Meryl Streep – Die Teufelin (She-Devil)
- Kathleen Turner – Der Rosenkrieg (The War of the Roses)

1991
Julia Roberts – Pretty Woman
- Mia Farrow – Alice
- Andie MacDowell – Green Card – Schein-Ehe mit Hindernissen (Green Card)
- Demi Moore – Ghost – Nachricht von Sam (Ghost)
- Meryl Streep – Grüße aus Hollywood (Postcards from the Edge)

1992
Bette Midler – For the Boys – Tage des Ruhms, Tage der Liebe (For the Boys)
- Ellen Barkin – Switch – Die Frau im Manne (Switch)
- Kathy Bates – Grüne Tomaten (Fried Green Tomatoes)
- Anjelica Huston – Addams Family (The Addams Family)
- Michelle Pfeiffer – Frankie & Johnny (Frankie and Johnny)

1993
Miranda Richardson – Verzauberter April (Enchanted April)
- Geena Davis – Eine Klasse für sich (A League of Their Own)
- Whoopi Goldberg – Sister Act – Eine himmlische Karriere (Sister Act)
- Shirley MacLaine – Die Herbstzeitlosen (Used People)
- Meryl Streep – Der Tod steht ihr gut (Death Becomes Her)

1994
Angela Bassett – Tina – What’s Love Got to Do with It? (What’s Love Got to Do with It)
- Stockard Channing – Das Leben – Ein Sechserpack (Six Degrees of Separation)
- Anjelica Huston – Die Addams Family in verrückter Tradition (Addams Family Values)
- Diane Keaton – Manhattan Murder Mystery
- Meg Ryan – Schlaflos in Seattle (Sleepless in Seattle)

1995
Jamie Lee Curtis – True Lies – Wahre Lügen (True Lies)
- Geena Davis – Sprachlos (Speechless)
- Andie MacDowell – Vier Hochzeiten und ein Todesfall (Four Weddings and a Funeral)
- Shirley MacLaine – Tess und ihr Bodyguard (Guarding Tess)
- Emma Thompson – Junior

1996
Nicole Kidman – To Die For
- Annette Bening – Hallo, Mr. President (The American President)
- Sandra Bullock – Während Du schliefst (While You Were Sleeping)
- Toni Collette – Muriels Hochzeit (Muriel’s Wedding)
- Vanessa Redgrave – Ein Sommer am See (A Month by the Lake)

1997
Madonna – Evita
- Glenn Close – 101 Dalmatiner (101 Dalmatians)
- Frances McDormand[A 1] – Fargo
- Debbie Reynolds – Mother
- Barbra Streisand – Liebe hat zwei Gesichter (The Mirror Has Two Faces)

1998
Helen Hunt – Besser geht’s nicht (As Good as It Gets)
- Joey Lauren Adams – Chasing Amy
- Pam Grier – Jackie Brown
- Jennifer Lopez – Selena – Ein amerikanischer Traum (Selena)
- Julia Roberts – Die Hochzeit meines besten Freundes (My Best Friend’s Wedding)

1999
Gwyneth Paltrow – Shakespeare in Love
- Cameron Diaz – Verrückt nach Mary (There’s Something About Mary)
- Jane Horrocks – Little Voice
- Christina Ricci – The Opposite of Sex – Das Gegenteil von Sex (The Opposite of Sex)
- Meg Ryan – e-m@il für Dich (You’ve Got Mail)

## 2000er Jahre
2000
Janet McTeer – Tumbleweeds
- Julianne Moore – Ein perfekter Ehemann (An Ideal Husband)
- Julia Roberts – Notting Hill
- Sharon Stone – Die Muse (The Muse)
- Reese Witherspoon – Election

2001
Renée Zellweger – Nurse Betty
- Juliette Binoche – Chocolat – Ein kleiner Biss genügt (Chocolat)
- Brenda Blethyn – Grasgeflüster (Saving Grace)
- Sandra Bullock – Miss Undercover (Miss Congeniality)
- Tracey Ullman – Schmalspurganoven (Small Time Crooks)

2002
Nicole Kidman – Moulin Rouge (Moulin Rouge!)
- Thora Birch – Ghost World
- Cate Blanchett – Banditen! (Bandits)
- Reese Witherspoon – Natürlich blond (Legally Blonde)
- Renée Zellweger – Bridget Jones – Schokolade zum Frühstück (Bridget Jones’s Diary)

2003
Renée Zellweger – Chicago
- Maggie Gyllenhaal – Secretary
- Goldie Hawn – Groupies Forever (The Banger Sisters)
- Nia Vardalos – My Big Fat Greek Wedding – Hochzeit auf griechisch (My Big Fat Greek Wedding)
- Catherine Zeta-Jones[A 2] – Chicago

2004
Diane Keaton – Was das Herz begehrt (Something’s Gotta Give)
- Jamie Lee Curtis – Freaky Friday – Ein voll verrückter Freitag (Freaky Friday)
- Diane Lane – Unter der Sonne der Toskana (Under the Tuscan Sun)
- Scarlett Johansson – Lost in Translation
- Helen Mirren – Kalender Girls (Calendar Girls)

2005
Annette Bening – Being Julia
- Ashley Judd – De-Lovely – Die Cole Porter Story (De-Lovely)
- Emmy Rossum – Das Phantom der Oper (The Phantom of the Opera)
- Kate Winslet – Vergiss mein nicht! (Eternal Sunshine of the Spotless Mind)
- Renée Zellweger – Bridget Jones – Am Rande des Wahnsinns (Bridget Jones: The Edge of Reason)

2006
Reese Witherspoon – Walk the Line
- Judi Dench – Lady Henderson präsentiert (Mrs. Henderson Presents)
- Keira Knightley – Stolz und Vorurteil (Pride & Prejudice)
- Laura Linney – Der Tintenfisch und der Wal (The Squid and the Whale)
- Sarah Jessica Parker – Die Familie Stone – Verloben verboten! (The Family Stone)

2007
Meryl Streep – Der Teufel trägt Prada (The Devil Wears Prada)
- Annette Bening – Krass (Running with Scissors)
- Toni Collette – Little Miss Sunshine
- Beyoncé Knowles – Dreamgirls
- Renée Zellweger – Miss Potter

2008
Marion Cotillard – La vie en rose (La Môme)
- Amy Adams – Verwünscht (Enchanted)
- Nikki Blonsky – Hairspray
- Helena Bonham Carter – Sweeney Todd – Der teuflische Barbier aus der Fleet Street (Sweeney Todd: The Demon Barber of Fleet Street)
- Elliot Page[A 3] – Juno

2009
Sally Hawkins – Happy-Go-Lucky
- Rebecca Hall – Vicky Cristina Barcelona
- Frances McDormand – Burn After Reading – Wer verbrennt sich hier die Finger? (Burn After Reading)
- Meryl Streep – Mamma Mia!
- Emma Thompson – Liebe auf den zweiten Blick (Last Chance Harvey)

## 2010er Jahre
2010
Meryl Streep – Julie & Julia
- Sandra Bullock – Selbst ist die Braut (The Proposal)
- Marion Cotillard – Nine
- Julia Roberts – Duplicity – Gemeinsame Geheimsache (Duplicity)
- Meryl Streep – Wenn Liebe so einfach wäre (It’s Complicated)

2011
Annette Bening – The Kids Are All Right
- Anne Hathaway – Love and other Drugs – Nebenwirkung inklusive (Love and Other Drugs)
- Angelina Jolie – The Tourist
- Julianne Moore – The Kids Are All Right
- Emma Stone – Einfach zu haben (Easy A)

2012
Michelle Williams – My Week with Marilyn
- Jodie Foster – Der Gott des Gemetzels (Carnage)
- Charlize Theron – Young Adult
- Kristen Wiig – Brautalarm (Bridesmaids)
- Kate Winslet – Der Gott des Gemetzels (Carnage)

2013
Jennifer Lawrence – Silver Linings (Silver Linings Playbook)
- Emily Blunt – Lachsfischen im Jemen (Salmon Fishing in the Yemen)
- Judi Dench – Best Exotic Marigold Hotel (The Best Exotic Marigold Hotel)
- Maggie Smith – Quartett (Quartet)
- Meryl Streep – Wie beim ersten Mal (Hope Springs)

2014
Amy Adams – American Hustle
- Julie Delpy – Before Midnight
- Greta Gerwig – Frances Ha
- Julia Louis-Dreyfus – Genug gesagt (Enough Said)
- Meryl Streep – Im August in Osage County (August: Osage County)

2015
Amy Adams – Big Eyes
- Emily Blunt – Into the Woods
- Helen Mirren – Madame Mallory und der Duft von Curry (The Hundred-Foot Journey)
- Julianne Moore – Maps to the Stars
- Quvenzhané Wallis – Annie

2016
Jennifer Lawrence – Joy – Alles außer gewöhnlich (Joy)
- Melissa McCarthy – Spy – Susan Cooper Undercover (Spy)
- Amy Schumer – Dating Queen (Trainwreck)
- Lily Tomlin – Grandma
- Maggie Smith – The Lady in the Van

2017
Emma Stone – La La Land
- Annette Bening – Jahrhundertfrauen (20th Century Women)
- Lily Collins – Regeln spielen keine Rolle (Rules Don’t Apply)
- Hailee Steinfeld – The Edge of Seventeen – Das Jahr der Entscheidung (The Edge of Seventeen)
- Meryl Streep – Florence Foster Jenkins

2018
Saoirse Ronan – Lady Bird
- Judi Dench – Victoria & Abdul
- Helen Mirren – Das Leuchten der Erinnerung (The Leisure Seeker)
- Margot Robbie – I, Tonya
- Emma Stone – Battle of the Sexes – Gegen jede Regel (Battle of the Sexes)

2019
Olivia Colman – The Favourite – Intrigen und Irrsinn (The Favourite)
- Emily Blunt – Mary Poppins’ Rückkehr (Mary Poppins Returns)
- Elsie Fisher – Eighth Grade
- Charlize Theron – Tully
- Constance Wu – Crazy Rich (Crazy Rich Asians)

## 2020er Jahre
2020
Awkwafina – The Farewell
- Ana de Armas – Knives Out – Mord ist Familiensache (Knives Out)
- Cate Blanchett – Bernadette (Where’d You Go, Bernadette?)
- Beanie Feldstein – Booksmart
- Emma Thompson – Late Night

2021
Rosamund Pike – I Care a Lot
- Marija Bakalowa – Borat Anschluss Moviefilm (Borat Subsequent Moviefilm)
- Kate Hudson – Music
- Michelle Pfeiffer – French Exit
- Anya Taylor-Joy – Emma

2022
Rachel Zegler – West Side Story
- Marion Cotillard – Annette
- Alana Haim – Licorice Pizza
- Jennifer Lawrence – Don’t Look Up
- Emma Stone – Cruella

2023
Michelle Yeoh – Everything Everywhere All at Once
- Lesley Manville – Mrs. Harris und ein Kleid von Dior (Mrs. Harris Goes to Paris)
- Margot Robbie – Babylon – Rausch der Ekstase (Babylon)
- Anya Taylor-Joy – The Menu
- Emma Thompson – Meine Stunden mit Leo (Good Luck to You, Leo Grande)

2024
Emma Stone – Poor Things
- Fantasia Barrino – Die Farbe Lila (The Color Purple)
- Jennifer Lawrence – No Hard Feelings
- Natalie Portman – May December
- Alma Pöysti – Fallende Blätter (Kuolleet lehdet)
- Margot Robbie – Barbie

2025
Demi Moore – The Substance
- Amy Adams – Nightbitch
- Cynthia Erivo – Wicked
- Karla Sofía Gascón – Emilia Pérez
- Mikey Madison[A 1] – Anora
- Zendaya – Challengers – Rivalen (Challengers)